# Колупаев, Виктор Дмитриевич
Ви́ктор Дми́триевич Колупа́ев (19 сентября 1936, пос. Незаметный, ЯАССР — 4 июня 2001, Томск) — русский советский писатель-фантаст.

## Биография
Родился в посёлке Незаметном (ныне — город Алдан Республики Саха) в семье рабочих прииска.
В 1954 году окончил среднюю школу в Красноярске.
С 1961 года, по окончании радиотехнического факультета Томского политехнического института по специальности «Радиотехника», работал в специальном конструкторском бюро, на заводе математических машин «Контур», в НИИ, в лаборатории бионики Сибирского физико-технического института (до 1982 года). Занимался военным применением дельфинов.
В 1966 году в томской газете «Молодой ленинец» был опубликован его первый рассказ «Неудачная экспедиция». Первая фантастическая публикация писателя в центральной печати — рассказ «Билет в детство» — появилась в журнале «Вокруг света» в 1969 году, а его первая книга — «Случится же с человеком такое!..» — издана в 1972 году. С 1976 года — член Союза писателей СССР. Лауреат премии «Аэлита» 1988 года за сборник «Весна света».
Жил в Томске. В начале перестройки принимал участие в движении «зелёных».
Умер в Томске, от острой сердечной недостаточности. Похоронен на кладбище Бактин.
В 2001 году имя В. Д. Колупаева было присвоено премии «Малая Урания». Премия присуждается за лучшее произведение в гуманистических традициях русской фантастики, впервые опубликованное в предыдущем году, продолжающее гуманистические традиции русской фантастики.
Именем В. Д. Колупаева названа улица в посёлке Апрель в составе Томска.

## Творчество
Большинство рассказов Колупаева можно отнести к редкой в советской фантастике 1970—1980-х годов лирической фэнтези (в западной фантастике в похожей манере писал, например, Р. Бредбери) или «странной городской прозы» с элементами фантастики. Творчество писателя представляет собой попытку осознания человеком своего места во Времени и Пространстве, а герои, подобно персонажам А. Грина, постоянно нацелены на ожидание чуда, на встречу с неведомым: герой рассказа «Газетный киоск» (1971) получает возможность заглянуть в собственное близкое будущее; люди будущего из рассказа «Какие смешные деревья» (1977), отправившиеся на увлекательную космическую экскурсию с детьми, для того, чтобы воочию увидеть настоящую войну далёкого прошлого. В «Самом большом доме» (1974), который ищет героиня (о нём ей рассказали родители — погибшие космонавты), таковым оказывается планета Земля; поэт, герой программного рассказа Колупаева «Зачем жил человек?» (1970), обречён на безвестность, но всё равно продолжает вдохновенно творить; а герой повести «Защита» (1977) получает возможность общаться с собственной совестью по телефону.
Реже, и, по мнению некоторых критиков, с меньшим успехом, в творчестве Колупаева встречаются более традиционные темы и мотивы «твёрдой» (естественнонаучной) фантастики. Повести «Качели Отшельника» (1972) и «Фирменный поезд „Фомич“» (1979) посвящены загадкам и парадоксам пространства-времени (в последнем произведении это описано в форме философско-нравоучительной притчи). Начавшаяся как заурядная хроника инопланетного вторжения повесть «„Толстяк“ над миром» (1980) превращается в сюжетно оригинальную притчу о планете, по-своему сопротивляющейся агрессии: при каждой новой попытке нападающие отбрасываются всё дальше в прошлое.
В последние годы жизни работал над трилогией «Безвременье. Времена. Вечность». В 2001 году отдельным изданием вышел первый роман трилогии — «Безвременье», написанный в соавторстве с Ю. И. Марушкиным. Вторая книга трилогии — роман-пародия «Сократ Сибирских Афин» — опубликована в 2001 году в красноярском журнале «День и ночь».
Интересуясь философскими проблемами пространства и времени, Колупаев с 1970-х годов работал над трудом «Пространство и Время. (Физический аспект)», краткое его изложение было издано малым тиражом в 1994 году в Томске под названием «Пространство и время для фантаста».
Произведения Колупаева переведены на английский, болгарский, венгерский, грузинский, китайский, корейский, монгольский, немецкий, польский, сербско-хорватский, словацкий, французский, чешский, шведский, японский языки.

### Книги
- Случится же с человеком такое!.. — М.: МГ, 1972. 272 с, 100 тыс. экз. (БСФ)
- Качели Отшельника: Повесть, рассказы. — М.: МГ, 1974. 192 с, 100 тыс. экз. (БСФ)
- Билет в детство: Ф рассказы. — Новосибирск: Западно-Сибирское книжное издательство, 1977. 192 с, 30 тыс. экз.
- Фирменный поезд «Фомич»: Повесть. — М.: МГ, 1979. 272 с, 100 тыс. экз. (БСФ)
- Зачем жил человек? — Новосибирск: Западно-Сибирское книжное издательство, 1982. 208 с, 30 тыс. экз.
- Поющий лес: Фантастика. — Новосибирск: Западно-Сибирское книжное издательство, 1984. 320 с, 30 тыс. экз.
- Седьмая модель. — М.: МГ, 1985. 256 с, 100 тыс. экз. (БСФ)
- Весна Света. — Томск: Томское книжное издательство, 1986. 480 с, 80 тыс. экз.
- Волевое усилие: Повести. — Томск: Томское книжное издательство, 1991. 400 с, 30 тыс. экз. ISBN 5-7515-0175-6, ISBN 5-7515-175-6 (ошибоч.)
- Качели Отшельника. — М.: АСТ; Ермак, 2003. 860 с, 5 тыс. экз. ISBN 5-17-019613-X, ISBN 5-9577-0271-4
- Пространство и время для фантаста. — Томск, 1994. 500 экз.

### Романы
- [С Юрием Марушкиным] Безвременье (2000)
- Сократ Сибирских Афин (2001)

### Рассказы и повести[2]
- Билет в детство (1969).
- Зачем жил человек? (1970).
- Ма-а-а-ма! (1970) [= Мама!].
- Вдохновение (1971).
- Газетный киоск (1971).
- Весна света (1972).
- Девочка (1972).
- Жемчужина (1972).
- Качели Отшельника (1972).
- На асфальте города… (1972).
- Настройщик роялей (1972)
- Поющий лес (1972).
- Сентябрь (1972), позже, как новелла, рассказ вошёл в повесть «Жизнь как год» (1982).
- Случится же с человеком такое!.. (1972).
- Разноцветное счастье (1973).
- Город мой (1974).
- Звёзды (1974).
- На дворе двадцатый век (1974).
- Оборотная сторона (1974).
- Самый большой дом (1974)
- Две летящие стрелы (1975).
- Какие смешные деревья (1975).
- Любовь к земле (1975).
- Печатающий механизм (1975).
- Спешу на свидание (1975).
- Улыбка (1975).
- Защита (1977).
- Лагерный сад (1977), позже, как новелла «Июль», рассказ вошёл в состав повести «Жизнь как год»(1982).
- Май (1977), позже, как новелла, рассказ вошёл в состав повести «Жизнь как год» (1982).
- Фирменный поезд «Фомич» (1979).
- Исключение (1980).
- Стригуны (1980).
- «Толстяк» над миром (1980).
- Жизнь как год (1982).
- Капитан «Громовержца» (1982).
- Молчание (1982).
- Седьмая модель (1982).
- Фильм на экране одного кинотеатра (1982).
- Два взгляда (1983).
- Обычный день(1984)
- Июнь (1985), позже, как новелла, рассказ вошёл в состав повести «Жизнь как год» (1982).
- Жилплощадь для фантаста (1991).
- Волевое усилие[3] (1991).
- Дзяпики (1991).

### Переводы
- Угаров Г. Звезда Долбора / Пер. с якут. В. Колупаева